# Університет Каліфорнії у Санта-Барбарі
Університет Каліфорнії у Санта-Барбарі (англ. University of California, Santa Barbara; скорочення UC Santa Barbara та UCSB) — громадський дослідницький університет в США, один з 10 кампусів Університету Каліфорнії. Створений в 1891 році як коледж незалежних вчителів, UCSB приєднався до системи Каліфорнійського університету в 1944 році, та є третім за розміром кампусом системи.